# Zygmunt Matkowski
Zygmunt Juliusz Matkowski (ur. 21 czerwca 1885 w Podhajce, zm. 25 lutego 1919 w Zakopanem) – polski historyk literatury i poeta.
Studiował polonistykę i romanistykę na Uniwersytecie Lwowskim oraz w Paryżu i Grenoble. Pracował jako bibliotekarz w lwowskiej bibliotece uniwersyteckiej. Napisał kilka studiów z zakresu literaturoznawstwa porównawczego, poetyki i psychologii twórczości, wydanych pośmiertnie w tomie Studia literackie (1923). Wiele jego rozpraw, szkiców i wierszy pozostało w rękopisach. Zmarł na gruźlicę.